# Jakub Żewłakow
Jakub Żewłakow (Atenas, Grecia, 2 de diciembre de 2006) es un futbolista polaco que juega de delantero en el Legia de Varsovia de la Ekstraklasa. Es hijo del exfutbolista Michał Żewłakow y sobrino de Marcin Żewłakow, ambos internacionales con la selección de fútbol de Polonia.

## Trayectoria
Jakub Żewłakow nació en Atenas, poco después de que su padre fichase por el Olympiakos Fútbol Club de la Superliga de Grecia. En 2013, cuando Michał Żewłakow anunció su retirada deportiva, su hijo pasó a integrar la academia del Legia de Varsovia, mismo club donde su padre colgó las botas. Tras diez años transcurridos en el filial del Legia, en la temporada 2023-24 fue ascendido al primer equipo. El 21 de junio de 2024 firmó un contrato hasta 2027 con el club legionario.

## Palmarés

### Títulos nacionales
| Título          | Club              | País    | Año  |
| --------------- | ----------------- | ------- | ---- |
| Copa de Polonia | Legia de Varsovia | Polonia | 2025 |